# Rivellia chlaybescens
Rivellia chlaybescens är en tvåvingeart som beskrevs av Frey 1932. Rivellia chlaybescens ingår i släktet Rivellia och familjen bredmunsflugor.
Artens utbredningsområde är Malawi. Inga underarter finns listade i Catalogue of Life.